# Eivind Groven
Œuvres principales
- Concerto pour piano
- 2 symphonies
...

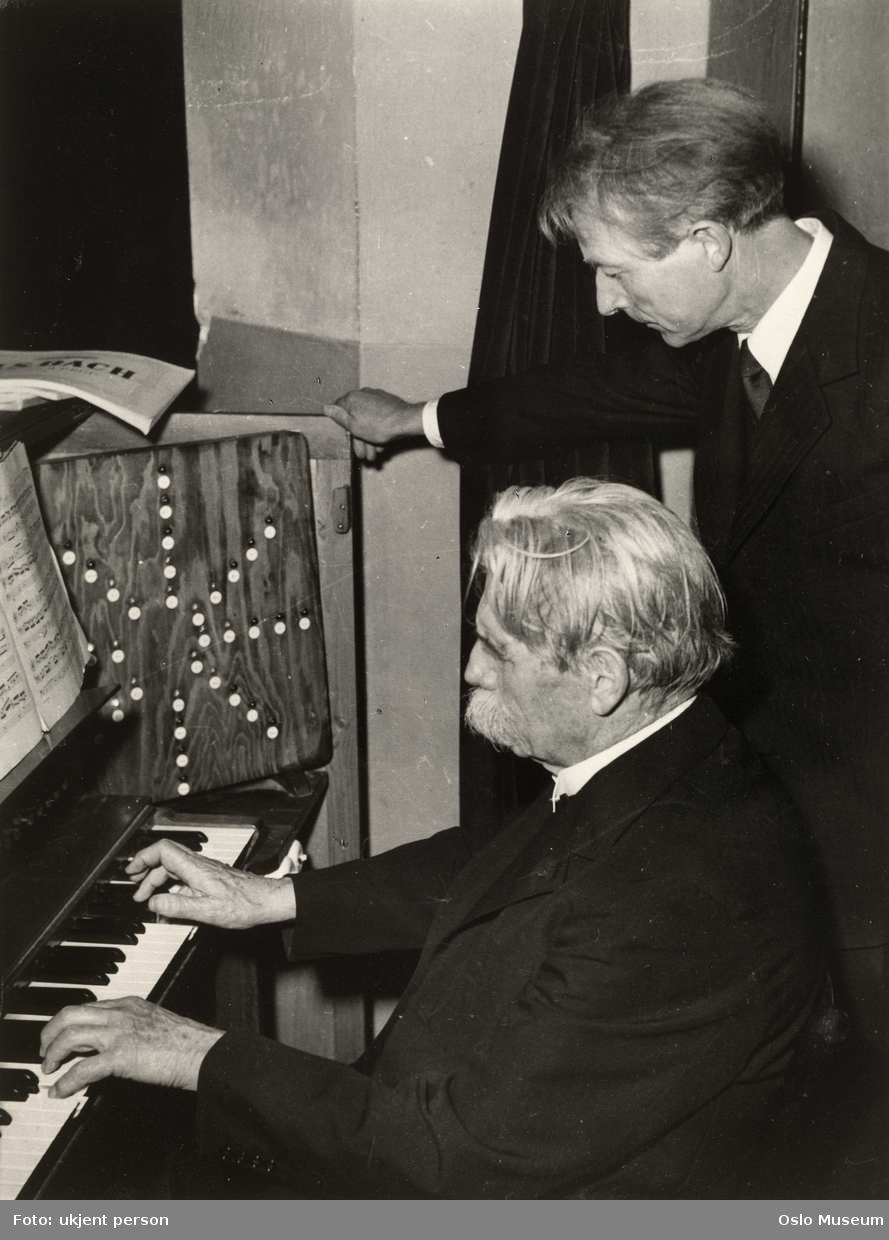
Avec Albert Schweitzer (assis) en 1954, à l'orgue de l'église de la Sainte-Trinité d'Oslo

Eivind Groven, né le 8 octobre 1901 à Lårdal et mort le 8 février 1977 à Oslo, est un compositeur, organiste, ethnomusicologue et éditeur de musique norvégien.

## Biographie
Essentiellement autodidacte, Eivind Groven prend néanmoins des leçons de contrepoint avec Gustav Fredrik Lange (en) au Conservatoire d'Oslo en 1925. Ses œuvres sont influencées par divers courants de la musique contemporaine (dont la microtonalité) et par la musique traditionnelle de son pays.
Sa carrière est d'ailleurs largement liée à la musique traditionnelle, dont il est un important collecteur et arrangeur. De plus, entre 1931 et 1944, il anime à la radio norvégienne une émission consacrée à cette musique, dont il est en outre éditeur.
Également organiste, il est aussi éditeur de musique d'orgue et rencontre ainsi Albert Schweitzer à Oslo fin 1954 (à l'occasion de sa venue pour la remise de son prix Nobel de la paix).
Le catalogue de ses compositions comprend notamment un concerto pour piano, deux symphonies et de la musique vocale (dont des mélodies pour voix et piano et des pièces pour chœur a cappella).
Sa première épouse (de 1925 à 1960 - décès de celle-ci) est Ragna Hagen, sœur cadette de la romancière et poétesse Ingeborg Refling-Hagen (qui lui inspire certaines de ses compositions).

## Compositions (sélection)

### Pièces pour instrument solo
- 1926 : Marihand, suite pour piano
- 1954 : Fantasi over religiøs folketone pour orgue
- 1961 : Hymne pour orgue
- 1968 : Tinnemann pour orgue

### Musique de chambre
- 1948 : Solstemning pour flûte et piano op. 37
- 1962 : Balladetone et Regnbogen pour 2 violons Hardanger

### Musique pour orchestre
- 1935 : Renessanse, poème symphonique op. 24 ;
- 1938 : Symphonie no 1 op. 26 Innover viddene (« Vers les montagnes ») révisée en 1951 ;
- 1938 : Fjelltonar, suite sur des airs folkloriques op. 27 ;
- 1946 : Symphonie no 2 op. 34 Midnattstimen (« L'Heure de Minuit ») ;
- 1950 : Hjalarljod, ouverture op. 38 ;
- 1950 : Concerto pour piano et orchestre, op. 39 ;
- 1956 : Suite de danses symphoniques norvégiennes no 1 op. 43 ;
- 1965 : Suite de danses symphoniques norvégiennes no 2 op. 53 Faldafeykir.

### Musique vocale
- 1926 : Å, så rødblond, mélodie pour voix et piano op. 9
- 1929 : Neslandskyrkja, mélodie pour voix et piano op. 11
- 1930 : Moderens Korstegn, mélodie pour voix et piano op. 13
- 1933 : Brudgommen, poème symphonique pour solistes, chœurs et orchestre op. 16 ; Mot ballade pour chœurs et orchestre op. 20
- 1934 : Præriekonens Bånsull pour chœur de femmes a cappella op. 21
- 1945 : Naturens tempel pour chœurs et orchestre op. 32
- 1946 : Ivar Aasen, suite pour soprano, baryton, chœurs et orchestre op. 33
- 1957 : Soga om ein by, cantate pour solistes, chœurs et orchestre op. 44
- 1959 : Barnets Åsyn pour chœurs a cappella op. 46
- 1963 : Draumkvædet pour ténor, chœurs et orchestre op. 51